# Longhena (famiglia)
I Longhena furono una nobile famiglia bresciana.

## Origine del nome
La casata dei Longhena si distingue in due famiglie: la prima che originariamente si chiamava Sangenis de Longena, e la seconda gli Zanchi di Longhena della quale era originario Pietro Longhena, e che si svilupperà successivamente a Venezia, entrambe le famiglie assumeranno poi il nome del paese di provenienza.
Il nome Longhena, paese di origine derivere dalla contrazione dialettale di Longa ègna che in dialetto bresciano significa lunga vigna.

## Stemma
Pellicano di argento nell'atto di ferirsi il petto con il becco su terrazzo di verde su azzurro.

## Storia
Il nome della famiglia è riscontrabile già in alcuni documenti della prima metà del cinquecento, nell'estimo civico di Brescia datato 1388 è presente un Guilhotinus de Sayngruis de Longena notarius.

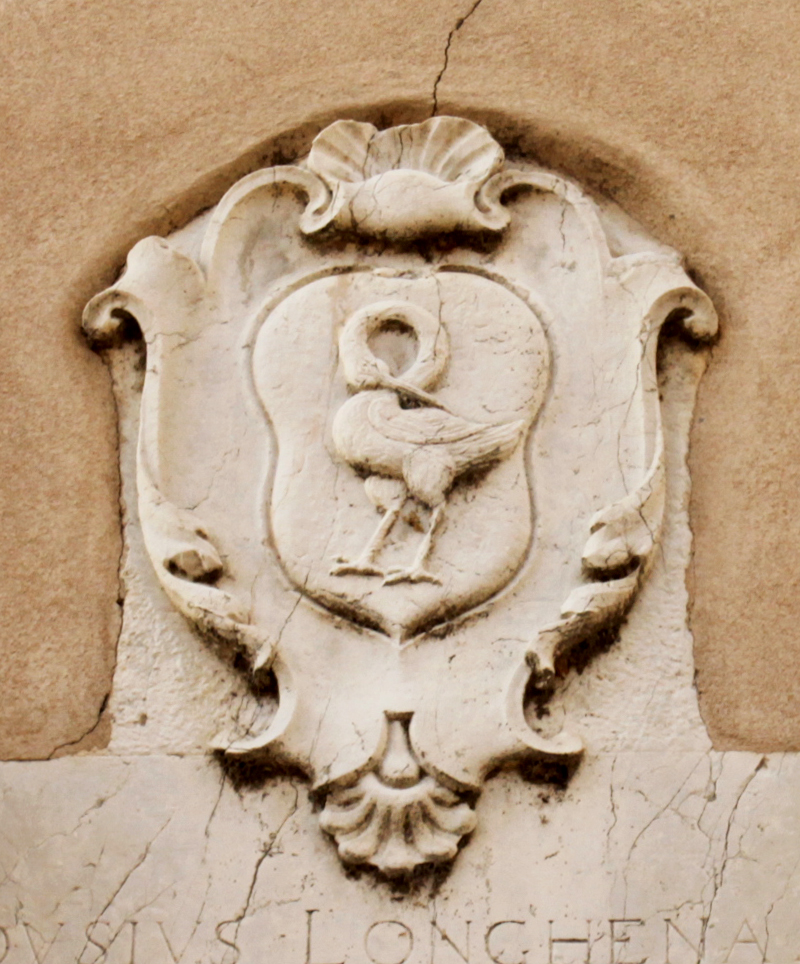
Stemma della famiglia presso la chiesetta di Palazzo Romei-Longhena a Capodimonte.

Figurano tra i firmatari del patto con Venezia del 1426, furono inoltre tra i patrizi appartenenti al nobile consiglio prima del 1488.
L'esponente più illustre della famiglia fu Pietro Longhena originario del paese bresciano, al tempo appartenente alla repubblica veneta, intraprese la carriera militare trasferendosi poi a Venezia intorno al 1527.
Parte delle sue fortune vennero investite in terreni tra Calvisano, San Gervasio e Visano. Da ricordare la costruzione di un importante vaso idrico: la roggia Longhena che da lui prende il nome.
La posizione raggiunta grazie alla carriera militare permise la formazione di alleanze e matrimoni con il patriziato veneto, tra tutti quello con la famiglia dei Cocco.
Nel 1787 vennero infeudati della contea di Cesana presso Treviso.

## Personaggi illustri
- Pietro Longhena (1527- ?), generale veneto.
- Bartolomeo Longhena (XVII sec.) nobile bresciano.
- Lucia Longhena (1838 - ?) madre di Giovanni Girolamo Romei Longhena senatore del Regno d'Italia.
- Giovanni Girolamo Romei Longhena (1865 – 1944) senatore del Regno d'Italia.
- Gerolamo Longhena, nel 1933 podestà di Catania

## Rami della famiglia
- Romei-Longhena (Ramo venutosi a creare dall'unione delle famiglie Longhena e Romei a seguito del matrimonio tra Lucia Longhena ed Agostino Romei)
- Longhena-Briggia (Catania)
- Ramo comitale di Cesana

## Albero genealogico
|                  |                                                            |                                                            |                                                      |                                                      |                                        |                           |                 |
|                  |                                                            |                                                            |                                                      |                                                      | -                                      |                           |                 |
|                  |                                                            |                                                            |                                                      |                                                      |                                        |                           |                 |
|                  |                                                            |                                                            |                                                      |                                                      |                                        |                           |                 |
|                  |                                                            |                                                            |                                                      |                                                      | Ricalbono                              |                           |                 |
|                  |                                                            |                                                            |                                                      |                                                      |                                        |                           |                 |
|                  |                                                            |                                                            |                                                      |                                                      |                                        |                           |                 |
|                  |                                                            |                                                            |                                                      |                                                      | Balduccio 1360-1438                    |                           |                 |
|                  |                                                            |                                                            |                                                      |                                                      |                                        |                           |                 |
|                  |                                                            |                                                            |                                                      |                                                      |                                        |                           |                 |
|                  |                                                            |                                                            |                                                      |                                                      | Pecino 1380-1400                       |                           |                 |
|                  |                                                            |                                                            |                                                      |                                                      |                                        |                           |                 |
|                  |                                                            |                                                            |                                                      |                                                      |                                        |                           |                 |
|                  |                                                            |                                                            |                                                      |                                                      | Francesco 1400-1467                    |                           |                 |
|                  |                                                            |                                                            |                                                      |                                                      |                                        |                           |                 |
|                  |                                                            |                                                            |                                                      |                                                      |                                        |                           |                 |
|                  |                                                            |                                                            |                                                      |                                                      | Ricalbono 1467-1485 ⚭ Marta da Leno    |                           |                 |
|                  |                                                            |                                                            |                                                      |                                                      |                                        |                           |                 |
|                  |                                                            |                                                            |                                                      |                                                      |                                        |                           |                 |
|                  |                                                            |                                                            |                                                      |                                                      | Giovanni Francesco 1485-1534           |                           |                 |
|                  |                                                            |                                                            |                                                      |                                                      |                                        |                           |                 |
|                  |                                                            |                                                            |                                                      |                                                      |                                        |                           |                 |
|                  |                                                            |                                                            |                                                      | Ricalbono 1531-1576                                  | Ricalbono 1531-1576                    | Luigi 1534-1555           | Luigi 1534-1555 |
|                  |                                                            |                                                            |                                                      |                                                      |                                        |                           |                 |
|                  |                                                            |                                                            |                                                      |                                                      |                                        |                           |                 |
|                  |                                                            |                                                            | Giovanni Francesco 1572-1601 ⚭ Angela                | Giovanni Francesco 1572-1601 ⚭ Angela                | Ricalbono 1576-1595                    | Ricalbono 1576-1595       |                 |
|                  |                                                            |                                                            |                                                      |                                                      |                                        |                           |                 |
|                  |                                                            |                                                            |                                                      |                                                      |                                        |                           |                 |
|                  |                                                            | Gerolamo 1601-1630 ⚭ Laura Schilini                        | Gerolamo 1601-1630 ⚭ Laura Schilini                  | Orazio                                               | Orazio                                 |                           |                 |
|                  |                                                            |                                                            |                                                      |                                                      |                                        |                           |                 |
|                  |                                                            |                                                            |                                                      |                                                      |                                        |                           |                 |
|                  |                                                            | Francesco 1630-1688 ⚭ Taddea Conforti                      |                                                      |                                                      |                                        |                           |                 |
|                  |                                                            |                                                            |                                                      |                                                      |                                        |                           |                 |
|                  |                                                            |                                                            |                                                      |                                                      |                                        |                           |                 |
| Orazio 1683-1723 | Orazio 1683-1723                                           | Camillo 1685-1723                                          | Camillo 1685-1723                                    | Gerolamo 1688-1734 ⚭ Eugenia Poncarali               | Gerolamo 1688-1734 ⚭ Eugenia Poncarali |                           |                 |
|                  |                                                            |                                                            |                                                      |                                                      |                                        |                           |                 |
|                  |                                                            |                                                            |                                                      |                                                      |                                        |                           |                 |
|                  |                                                            |                                                            |                                                      | Pietro 1734-1780 ⚭ Lucia Arici                       |                                        |                           |                 |
|                  |                                                            |                                                            |                                                      |                                                      |                                        |                           |                 |
|                  |                                                            |                                                            |                                                      |                                                      |                                        |                           |                 |
|                  |                                                            |                                                            |                                                      | Gerolamo 1780-1861 ⚭ Maria Bargnani                  |                                        |                           |                 |
|                  |                                                            |                                                            |                                                      |                                                      |                                        |                           |                 |
|                  |                                                            |                                                            |                                                      |                                                      |                                        |                           |                 |
|                  |                                                            |                                                            | Lucia 1838-1890 ⚭ Agostino Romei ramo Romei-Longhena | Lucia 1838-1890 ⚭ Agostino Romei ramo Romei-Longhena | Pietro Gerolamo 1830-1868              | Pietro Gerolamo 1830-1868 |                 |
|                  |                                                            |                                                            |                                                      |                                                      |                                        |                           |                 |
|                  |                                                            |                                                            |                                                      |                                                      |                                        |                           |                 |
|                  | Giovanni Girolamo 1865 – 1944 ⚭ Feridé Selim Pacha Melhamé | Giovanni Girolamo 1865 – 1944 ⚭ Feridé Selim Pacha Melhamé | Francesco                                            | Francesco                                            | Chiara                                 | Chiara                    |                 |
|                  |                                                            |                                                            |                                                      |                                                      |                                        |                           |                 |
|                  |                                                            |                                                            |                                                      |                                                      |                                        |                           |                 |
|                  | Pia 1909-1963 ⚭ Scipione Provaglio                         |                                                            |                                                      |                                                      |                                        |                           |                 |

## Dimore
- Castello di Longhena
- Villa Romei Longhena Provaglio, (Castenedolo Capodimonte)

## Toponimi
- Il nome della famiglia è legato al comune di Longhena in provincia di Brescia.

- Roggia Longhena